# George Albert Soper
George Albert Soper (* 2. Februar 1870 in New York City; † 17. Juni 1948 in Hampton Bays, Suffolk County, New York, USA) war ein US-amerikanischer Hygieniker.
Er wurde bekannt, als er im März 1907 Mary Mallon als eine stille Trägerin von Typhus und Indexpatient entdeckte.
Er war der Sohn von Georgianna Lydia Buckman († 1882) und George Albert Soper (1837–1869). Am 18. Januar 1895 heiratete er in Troy (New York) Mary Virginia, McLeod.

## Werdegang
Soper besuchte Schulen in Frankreich und in der Schweiz und schloss 1895 ein Studium am Rensselaer Polytechnic Institute ab. 1898 wurde er an der Columbia University Master des Bauingenieurwesens, wo er 1899 zum Ph.D. promoviert wurde. Er arbeitete als Ingenieur bei den Boston Metropolitan Waterworks  und berichtete 1900 über praktische Erfahrungen beim Entkeimen von Trinkwasser mit Ozon.
Später wechselte er zum Filterhersteller Cumberland Manufacturing Company, wo er nach dem Galveston-Hurrikan (1900) an Wiederaufbauarbeiten beteiligt war.
Ab 1902 war er im New York City Department of Health and Mental Hygiene tätig und nahm 1904 als Fachmann bei der Bekämpfung des Typhus mit 1300 Infizierten in Ithaca (City, New York) teil.
Als Typhusexperte in Watertown und weiteren Städten entdeckte er im März 1907 die Patientin Mary Mallon. Diese hielt das hygienische Interesse Sopers an ihren Urin-, Stuhl- und Blutproben für Stalking und setzte sich mit einer Tranchiergabel zur Wehr. Auf Betreiben Sopers veranlasste das New York City Department of Health eine Untersuchung Mary Mallons durch die Medizinerin Sara Josephine Baker. 
Nach dem Untergang der Titanic 1912 untersuchte Soper die Situation im Atlantik in Bezug auf Treibeis.
Er war Belüftungsfachmann in der Rapid Transit Commission und mit der Beratung des Ministeriums für Wohnungsbau beauftragt.
Soper gehörte der N.Y. Bay Pollution Commission an und war 1914 und 1915 Vorsitzender des Metropolitan Sewage Commission of N. Y. (Abwasserkommission)
Im Ersten Weltkrieg kämpfte er als Major des Army Medical Department (United States).
Soper war 21 Monate honorar Fellow am Royal Sanitary Institute.
Von 1923 bis 1928 war er Geschäftsführer der American Society for the Control of Cancer.

## Veröffentlichungen
- Modern methods of street cleaning. 1909.
- The air and ventilation of subways. 1908.
- The Carrier state. 1977.
- A report to the Chicago Real Estate Board on the disposal of the sewage and protection of the water supply of Chicago, Illinois, Buch. 1915.
- Report of the New York Bay Pollution Commission to Hon. Frank Wayland Higgins, governor, March 31, 1905 by New York State. 1905.
- Street cleaning and refuse collection and disposal in European cities, with suggestions applicable to New York. 1929.
- Further studies of European methods of street cleaning and refuse disposal, with suggestions for New York. 1930.
- Mosquito extermination in New York city. 1903.
- Preliminary reports on the disposal of New York’s sewage by New York (N.Y.).
- The pollution of New York harbor; a paper read before the Boston society of civil engineers by George A Soper. 1906.